# Liste des journalistes tués pendant la guerre de Gaza
 (mai 2025).
Débutée au lendemain du 7 octobre 2023, la guerre de Gaza a fait beaucoup de victimes civiles, dont de nombreux journalistes, pour la plupart des Palestiniens tués par Israël. Cette liste fournit des informations à leur sujet.
En juin 2025, plusieurs médias établissent le nombre de journalistes tués entre 200 et 225,.

## 2023
Octobre
1. Mohammad Jarghun, journaliste, a été abattu alors qu'il couvrait des affrontements dans une zone à l'est de Rafah, dans le sud de la bande de Gaza..
2. Saeed al-Tuwil, rédacteur en chef du site d'information Al-Khamsa, a été tué lors d'une frappe aérienne israélienne qui a visé plusieurs organisations médiatiques dans la région de Rimal, dans l'ouest de Gaza[4].
3. Mohammad Soboh, photographe de l'agence de presse Khabar, a également été tué dans cette frappe[4].
4. Hisham Al-Nawja, journaliste de la même agence a été tué dans la même frappe[4].
5. Mohammad Jarghun, journaliste, a été abattu alors qu'il couvrait des affrontements dans une zone à l'est de Rafah.
6. Mohammed al-Salihi, photographe de l'agence de presse Marja'a, a été abattu près d'un camp de réfugiés palestiniens dans le centre de Gaza.
7. Muhammad Fayez Abu Matar, photographe indépendant, a été tué lors d'une frappe aérienne israélienne à Rafah.
8. Ahmed Shehab, journaliste à Radio Sut al-Asra (Radio Voix des Prisonniers), a été tué avec sa femme et ses trois enfants lors d'une frappe aérienne israélienne qui a visé leur maison à Jabaliya, dans le nord de Gaza[5].
9. Hossam Moubarak, journaliste pour la radio Al-Aqsa (affiliée Hamas), a été tué lors d'une frappe aérienne israélienne dans le nord de Gaza[6].
10. Muhammad Balosha, journaliste et directeur administratif et financier de « Palestine Today » à Gaza, a été tué dans une frappe aérienne israélienne sur le quartier de Saftawi, dans le nord de Gaza[7].
11. Essam (Issam) Bahar, un journaliste qui travaillait pour la télévision Al-Aqsa (affiliée au Hamas), a été tué lors d'une frappe aérienne israélienne dans le nord de Gaza.
12. Salam Mima, journaliste indépendante qui dirigeait le Comité des femmes journalistes du Forum des médias palestiniens, a été tuée lors d'une frappe aérienne israélienne sur sa maison dans le camp de Jabaliya.
13. Ebrahim Mohammad Lafi, photojournaliste pour Ain Media, a été abattu au passage d'Ariz[8].
14. Asad Shamlekh, journaliste indépendant, a été tué avec neuf membres de sa famille dans une frappe aérienne israélienne sur leur maison à Sheikh Ajlin, dans le sud de Gaza[9].
15. Khalil Abu Athra, caméraman de la chaîne de télévision Al-Aqsa (affiliée Hamas), a été tué avec son frère dans une frappe aérienne israélienne à Rafah[10].
16. Sami al-Nadi, journaliste et directeur de la chaîne de télévision Al-Aqsa (affiliée Hamas), a été tué dans une frappe aérienne israélienne le 18[11].
17. Yousef Maher Dawas, collaborateur du journal Palestine Chronicle, a été tué le 14 octobre avec plusieurs membres de sa famille lors d'une frappe aérienne israélienne sur leur maison à Beit Lahia.
18. Abdul Hadi Habib, journaliste pour l'agence de presse Al-Manara et l'agence de presse HQ, a été tué avec plusieurs membres de sa famille dans une frappe aérienne israélienne sur leur maison près de Zeytoun[12].
19. Roshdi Sarraj, fixeur pour Radio-France et journaliste pour Ain Media, a été tué par une frappe israélienne le 22 octobre[13].
20. Mohammed Abu Ali, Al-Shabab Radio, a été tué au Nord de Gaza[14].
21. Hani Madhoun, administrateur pour de la chaîne de télévision Al-Aqsa (affiliée Hamas), a été tué chez lui par une frappe israélienne.
22. Mohammed Imad Labad, travaillait pour la chaine religieuse Al-Resalah
23. Salma Mukhaimer, journaliste indépendant, tué ainsi que son enfant
24. Ahmed Abu Mhadi, Al-Aqsa TV.
25. Jamal Al-Faqaawi, Mithaq Media Foundation, tué chez lui par frappe israélienne
26. Zaher Al-Afghani, Mithaq Media Foundation, tué chez lui par frappe israélienne
27. Duaa Sharaf, gestionnaire administratif de la radio Al-Qusa, tué à son domicile, au côté de son enfant
28. Yasser Abu Namous, tué à domicile par une frappe
29. Nazmi Al-Nadim, gestionnaire administratif de la chaîne Palestine TV, tué au côté de ses proches dans une frappe israélienne[15].
30. Majed Kashko, gestionnaire et journaliste pour la chaîne Palestine TV, tué au côté de ses proches dans une frappe israélienne.
31. Imad Al-Wahidi, administrateur de la chaîne Palestine TV, tué au côté de ses proches dans une frappe israélienne.

Novembre
1. Iyad Matar, journaliste et membre de l'équipe administrative d'Al-Aqsa TV, tué au coté de sa mère.
2. Mahmoud Matar, journaliste indépendant.
3. Majd Arandas, photographe autodidacte et journaliste pour le site Al-Jamaheer[16].
4. Muhammad Abu Hatab, tué chez lui par frappe israélienne.
5. Mohamad Al-Bayyari (Al-Bayari), travaillait pour Al-Aqsa TV.
6. Haitham (Hitham) Harara, travaillait pour le bureau de la presse gouvernemental, tué à Al-Shifa Hospital.
7. Mohamed Al Jaja, consultant pour la maison de la Presse palestinienne, institution pour les journalistes, tué au coté de sa femme et de ses 2 filles, Sham and Noura[17].
8. Mohamed Abu Hassira, travaillait pour l'agence Wafa, tué en même temps que 42 de ses proches.
9. Yahya Abu Manih, travaillait pour la radio Al-Aqsa (affiliée Hamas).
10. Ahmed Al-Qara, photographe et conférencier à l'université d'Al-Aqsa.
11. Yaacoub Al-Barsh, directeur exécutif de la radio Namaa, tué au coté de son père, son oncle et son frère Musa Al-Brash.
12. Musa Al-Barash, manager de la radio Namaa[18].
13. Ahmed Fatima, photographe pour la chaîne égyptienne Al-Qahera News et membre de la maison de la Presse palestinienne.
14. Mossab Ashour, photographe.
15. Amro (Amr) Salah Abu Hayah, travaillait pour Al-Aqsa TV.
16. Mostafa El Sawaf, contributeur à MSDR News, tué dans une frappe aérienne ainsi que sa femme et ses deux enfants.
17. Hassouneh Salim, photographe indépendant pour Quds News Agency, tué chez lui au camp de réfugiés Al-Bureij au côté de son ami Sari Mansour.
18. Sari Mansour, directeur de Quds News Network.
19. Abdelhalim Awad, travaillait pour Al-Aqsa TV[19].
20. Belal (Bilal) Jadallah, journaliste et président du conseil d'administration de la Fondation Press House - maison de la Presse palestinienne. Un avion  l'a assassiné en bombardant directement sa voiture à Gaza le 19 novembre[20].
21. Alaa Taher Al-Hassanat, présentatrice pour Al Majdat Media Network.
22. Ayat Khadoura, journaliste et podcastrice indépendante.
23. Jamal Hanieh, travaillait pour une chaine sportive, tué lors d'un bombardement israelien.
24. Mohamed Nabil Al-Zaq, manager des réseaux sociaux de Quds News Network.
25. Assem Adly Al-Barsh, ingénieur du son pour Al-Ray radio, tué par un sniper israelien.
26. Mohamed Mouin Ayyash, photographe indépendant, tué avec 20 membres de sa famille dans une frappe israélienne[21].
27. Mostafa Bakeer (Bakir), cameraman pour Al-Aqsa TV, tué à Rafah.
28. Amal Zahed, journaliste, tuée à Gaza-ville.
29. Nader Al-Nazli, technicien pour Palestine-TV, tué lors du bombardement de sa maison.
30. Hudaifa Samir Lulu, ingénieur de diffusion pour Prisoners Radio, tué au côté de sa femme, Reem.
31. Farah Omar, libanaise, correspondante pour Al-Mayadeen TV, tuée au Sud-Liban[22].
32. Rabie Maamari, cameraman pour Al Mayadeen TV, tué au Sud-Liban.
33. Issam Abdallah (en), caméraman travaillant pour Reuters, a été tué dans une attaque d'artillerie israélienne qui visait spécifiquement un groupe de journalistes[23].
34. Alaa El-Din Atef Al-Nimr, journaliste indépendant à Gaza, tué dans un bombardement sur sa maison.

## 2024
1. Wafa Al-Udaini, tuée avec sa famille par une frappe aérienne.

## 2025
Janvier
1. Saed Abu Nabhan, caméraman tué dans le centre de la bande de Gaza, le vendredi 10 janvier[24].
2. Hassan al-Qishaoui, tué par un drône israélien
3. Omar Salah Al-Derawi, photojournaliste pour plusieurs agences
4. Areej Shaheen, photographe indépendant
5. Saed Abu Nabhan
6. Ahlam Nafeth Al-Taluli
7. Mohammed al-Talmas
8. Aqel Saleh
9. Ahmed Abu Alrous
10. Ahmad al-Shayah

Mars
1. Hossam Shabat a été tué par Israël lors d'une frappe ciblée sur son véhicule[25].
2. Alaa Hashim, mort de ses blessures causées par une frappe israélienne
3. Husam al-Titi
4. Mohammed Mansur
5. Mohammed Saleh Al-Bardawil

Avril
1. Fatima Hassouna, une photojournaliste palestinienne, et dix membres de sa famille, dont sa sœur enceinte, ont été tués lorsqu'un missile israélien a frappé leur maison familiale dans le quartier d'Al-Touffah à Gaza le 16 avril 2025[26].
2. Ahmed Al-Helou, a également été tué dans une frappe israélienne ciblant une zone de Khan Younés en avril 2025[27].
3. Ihab al-Bardini a également été tué dans cette frappe[28].
4. Hassan Aslih, journaliste Palestinien a été tué dans la même frappe[29].
5. Saeed Abu Hassainen

Mai
1. Hassan Samour, journaliste palestinien de la radio Al Aqsa Voice, a été tué lors d'une frappe aérienne israélienne nocturne sur sa maison près de Khan Younis, dans le sud de Gaza, le 15 mai, avec 11 membres de sa famille.
2. Yahya Sobeih, journaliste, rédacteur et reporter palestinien, a été tué par une frappe aérienne israélienne le 7 mai 2025 alors qu'il effectuait un reportage dans le quartier d'Al-Rimal à Gaza[30].
3. Noor al-Din Matar Abdu
4. Hassan Aslih, journaliste pour Al-Aqsa Radio, tué dans l'hôpital Nasser où il recevait un traitement.
5. Ahmed Al-Helou
6. Aziz al-Hajjar
7. Nour Qandil, tuée par une attaque israélienne chez elle au côté de son mari et son enfant
8. Abdul Rahman al-Abadleh
9. Ahmed al-Zenati
10. Khaled Abu Seif
11. Yaqeen Hammad, l'adolescent de 11 ans couvrait la guerre sur ses réseaux sociaux
12. Bilal al-Hatoum
13. Hassan Majdi Abu Warda
14. Moataz Rajab

Juin
1. Moamen Abu Alouf, le 9 juin
2. Suleiman Hajjaj, correspondant pour Palestine today
3. Ismail Badah, cameraman pour Palestine today
4. Samir Al-Rifai
5. Ahmad Qalaja
6. Ismail Abu Hatab, lors du bombardement du café Al-Baqa, à l’ouest de Gaza qui aurait fait 24 morts

Juillet
Août
1. Anas al-Sharif et Mohammed Qraiqea, correspondants d'Al-Jazeera, et Ibrahim Zaher, Mohammed Noufal, Mosaab Al Sharif, dans le bombardement de leur tente. Deux personnes non-journalistes ont aussi été tuées[31].